# Chicago (línea Azul)
Chicago es una estación en la línea Azul del Metro de Chicago. La estación se encuentra localizada en 800 North Milwaukee Avenue en Chicago, Illinois. La estación Chicago fue inaugurada el 25 de febrero de 1951.  La Autoridad de Tránsito de Chicago es la encargada por el mantenimiento y administración de la estación. De esta estación, los trenes operan en intervalos de 2 a 7 minutos durante las horas pico, y toman alrededor de 4 minutos para llegar a The Loop.

## Descripción
La estación Chicago cuenta con 1 plataforma central y 2 vías. 

## Conexiones
La estación es abastecida por las siguientes conexiones: 
- Rutas del CTA Buses: #56 Milwaukee #66 Chicago